# Municipalité de Guadalupe Victoria
Guadeloupe Victoria est une des 39 municipalités de l'état de Durango dans le nord-ouest du Mexique. Le chef-lieu se trouve dans la Ville la Guadeloupe Victoria. La municipalité a une surface de 767,10 km2. En 2010, elle a une population totale de 34 052 habitants, contre 32 058 habitants en 2005,.

## Localités
La ville de la Guadeloupe Victoria, le chef-lieu, a une population de 16 506 habitants. La municipalité a 92 localités dont les principales sont :
| Localité                             | Population |
| Totale Commune                       | 34 052     |
| Ville la Guadeloupe Victoria         | 16 506     |
| Antonio Amaro (Saucillo)             | 3 526      |
| Ignacio Allende                      | 2 588      |
| Ignacio Ramírez                      | 2 432      |
| General Calixto Contreras (Colorada) | 2 213      |
| Felipe Carrillo Puerto (Tarabillas)  | 2 019      |
| José Guadalupe Rodríguez (Peñuelas)  | 1 374      |